# Puffy AmiYumi
Puffy AmiYumi (jap. パフィー・アミユミ Pafii AmiYumi) lub Puffy (jap. パフィー Pafii;  znany pod tą nazwą w Japonii) – japoński duet J-Popowy.
W 1995 roku Ami Onuki postanowiła spróbować szczęścia w konkursach młodych talentów. Mniej więcej w tym samym czasie na podobny pomysł wpadła Yumi Yoshimura z Osaki. Po jednym z przesłuchań za sprawą wytwórni dziewczyny spotkały się i zdaniem przesłuchujących je osób duet stworzony jest, by występować razem. Rok później, w 1996 nastała Puffy-Mania. Jest to termin używany przez japońskie mass media w odniesieniu do wszystkiego, co powstało i ma związek z Puffy AmiYumi, od smyczy przez zabawki po płyty CD. Puffy-Mania osiągnęła szczyt w latach 1998–1999, spowodowany wydaniem płyt Jet-CD i trasą Jet-Tour. Ich pierwszy singel, „Asia no Junshin” („True Asia”), sprzedał się w milionach kopii.
Prowadziły cotygodniowy talk-show, „Pa-Pa-Pa-Pa-Puffy”, w którym wystąpili m.in. Lenny Kravitz, Sylvester Stallone, Harrison Ford czy Garbage.
Ich muzyka to połączenie pracy producenta Tamio Okudy, amerykańskiego pisarza piosenek i śpiewaka Andy’ego Strumera z grupy Jellyfish (który nazywany jest „ojcem chrzestnym” Puffy, ponieważ wymyślił tę nazwę) oraz samych Ami i Yumi. Wokal Ami i Yumi jest podobny do wokalu sióstr z amerykańskiej grupy The Roches. Zwykle dziewczyny razem śpiewają lub grają na harmonijkach. Puffy AmiYumi zwykle zalicza się do gatunku J-Pop lub J-Rock (uszczegóławiając ich muzykę można zaklasyfikować jako Shibuya-kei).
Same Ami i Yumi przyznały, że ich muzykę trudno jest zaklasyfikować do jednego gatunku.
Po 2000 roku zespół tracił na znaczeniu w Japonii, czego zwieńczeniem było zaprzestanie nadawania ich talk-show. Wtedy dziewczyny nastawiły się na rynek amerykański, wydając swoje płyty w Ameryce. Dwie piosenki zostały stworzone do serii Młodych Tytanów i SD Gundam Force. Stworzyły również cover hitu Cyndi Lauper Girls Just Wanna Have Fun.
Duet ma swoją kreskówkę na kanale Cartoon Network nazwaną Hi Hi Puffy AmiYumi. W serialu pokazane są animowane wersje Ami i Yumi. Mimo że głosów podłożyły im amerykańskie aktorki, rzeczywiste Ami i Yumi również pokazują się w kreskówce. W poszczególnych odcinkach można również usłyszeć piosenki zespołu. Sony wydało album kompilacyjny „Hi Hi Puffy AmiYumi” w Stanach Zjednoczonych, w którym znajdowały się największe hity Puffy AmiYumi, niektóre specjały oraz temat z Młodych Tytanów. 26 listopada 2005 roku w USA wydano dwie kompilacyjne płyty DVD – Rock Forever i Let’s Go!. Jak na ironię do tamtej pory nie wypuszczono japońskiej wersji kreskówki. Japoński oddział Cartoon Network rozpoczął nadawanie serii po angielsku z japońskimi napisami w 2005 roku. W październiku tego samego roku TV Tokyo zaczęła nadawać zdubbingowaną wersję, która przeszła do Cartoon Network 8 stycznia 2006.
Puffy AmiYumi były również widoczne na paradzie z okazji święta dziękczynienia w 2005, gdzie reprezentowane były przez platformę z postaciami z Hi Hi Puffy AmiYumi.
16 stycznia 2006 Ami i Yumi zostały wyznaczone do promowania w Stanach Zjednoczonych japońskiej turystyki.
Trasę uwieńczającą dziesięciolecie powstania zespołu rozpoczęto w Japonii 14 kwietnia 2006.

## Wpływy innych zespołów
Wiele piosenek Puffy AmiYumi daje oznaki wpływów zespołów, takich jak: ABBA, The Beatles, The Blue Hearts, The Cardigans, ELO, The Supremes, Elvis Costello, Ramones, Stereolab, The Buggles, The Who czy nawet Black Sabbath.

## Dyskografia

### Albumy
- AmiYumi (1996) – EP.
- Solo Solo (1997) – dwupłytowe wydanie – na pierwszej płycie piosenki w wykonaniu Ami, na drugiej w wykonaniu Yumi.
- Jet-CD (1998)
- Fever*Fever (1999)
- Spike (2001) USA
- The Hit Parade (2002) – covery japońskich piosenek popularnych z lat siedemdziesiątych i osiemdziesiątych.
- Nice. (2003)
- 59 (2004)
- Splurge (2006)
- Honeycreeper (2007)

### Single
- „Asia no Junshin” („True Asia”) (1996)
- „Kore ga Watashi no Ikiru Michi” („That’s the Way It Is”; dosłownie „This is My Way of Living”) (1996)
- „Circuit no Musume” („Wild Girls on Circuit”; dosłownie „Circuit Girls”) (1997)
- „Nagisa ni Matsuwaru Etc.” („Electric Beach Fever”; dosłownie „About the Beach, Etc.”) (1997)
- „Mother/Nehorina Hahorina” (1997)
- „Ai no Shirushi” („Sign of Love”) (1998)
- „Talalan/Puffy no Tourmen” (1998)
- „Puffy de Rumba” (1998)
- „Nichiyobi no Musume” („Sunday Girls”) (1999)
- „Yume no Tame ni” („For the Sake of Dreams”) (1999)
- „Umi e to” („Into the Beach”) /Pool Nite (wymowa: „puul nii-tii”) (2000)
- „Boogie Woogie No. 5" (2000)
- „Atarashii Hibi” („Brand New Days”) (2001)
- „Aoi Namida” („Blue Tears”) (2001)
- „Hurricane” (2002)
- „Akai Buranko/Planet Tokyo” (2002)
- „Sunrise” (2004)
- „Hajimari no Uta/Nice Buddy” (2005)
- „Hi Hi (Puffy AmiYumi)” (2005)
- „Mogura Like” (Mole Like) (2006)
- „Tokyo I’m On My Way!” (2006)
- „All Because Of You" (2008)

### Albumy kompilacyjne
- Puffy Re-Mix Project (PRMX) (1999)
- The Very Best of Puffy/AmiYumi Jet Fever (2000)
- An Illustrated History (2002)
- PRMX Turbo (2003)
- Hi Hi Puffy AmiYumi (2004)
- Hit&Fun (2007)
- Puffy AmiYumi x Puffy (2009)

### Płyty DVD
Data wydania podana w nawiasach.
Produkcje żywych Ami i Yumi:
- RUN! PUFFY! RUN! 1996 (2000)
- TOUR! PUFFY! TOUR! 1997 (2000)
- Jet Tour '98 (2000)
- Jet 1998 (2000) – Teledyski (wraz z chińską wersją „That’s the Way It Is”)
- Fever Fever 1999 (2000) – Wideo z koncertów z trasy Fever Fever
- PUFFY SPIKE Daisakusen (2001) – Kolekcja teledysków
- Rolling Debut Revue – Canada USA Tour 2002 (2002)
- Funclips Funclub (2005)

Seria animowana Hi Hi Puffy AmiYumi:
- Puffy AmiYumi: Let’s Go! (2005)
- Rock Forever! (2006)

### Inne występy
- Prowadziły talk-show Pa-Pa-Pa-Pa-Puffy.
- Zagrały utwory Electric Beach Fever i That’s the Way It Is na Japan’s New Year’s Eve Countdown show (2005−2006).
- Nagrały cover piosenki „Girls Just Wanna Have Fun” Cyndi Lauper na jej album The Body Acoustic.
- Nagrały piosenkę tytułową do serii Młodzi Tytani.
- Nagrały piosenkę wprowadzającą dla SD Gundam Force (Sunrise).
- Nagrały cover piosenki „Can-Nana Fever” Guitar Wolfa na album „I Love Guitar Wolf Very Much”.
- Utwór Friends Forever został umieszczony w filmie Scooby-Doo 2: Monsters Unleashed.
- Atarashii Hibi (Brand New Days) został umieszczony w albumie Japan For Sale Vol.2.
- Asia No Junshin (True Asia) został umieszczony w albumie Japan For Sale Vol.1.
- Nice Buddy (Hajimari no Uta) został umieszczony w albumie Jpop CD, Vol. 2 oraz w filmie Pokémon: Lucario and the Mystery of Mew.

### Trasy koncertowe

#### West Coast Tour 2005
Zespół The Never Ending wspierał występy Puffy. Zespół The Aquabats dołączył do trasy na odcinkach w Los Angeles i San Diego.
- 22 kwietnia – Portland, Oregon – Crystal Ballroom (21:00)
- 23 kwietnia – Seattle, Waszyngton – The Showbox (20:00)
- 24 kwietnia – Vancouver, British Colony – Vogue Theatre (21:15)
- 27 kwietnia – San Francisco, Kalifornia – Fillmore (20:00)
- 29 kwietnia – Los Angeles, Kalifornia – Wiltern Theatre (21:00)
- 30 kwietnia – San Diego, Kalifornia – SOMA (21:00)
- 2 maja – Tempe, Arizona – Marquee Theatre (20:00)

#### East Coast Tour 2005
Trasa East Coast miała miejsce w sierpniu 2005.

Miasta, w których był zespół, to:
- Minneapolis,
- Chicago,
- St. Louis,
- Atlanta,
- Waszyngton,
- Filadelfia,
- Nowy Jork,
- Boston
- i Toronto.

#### East Coast Tour 2006
Splurge! Splurge! Splurge!
11 maja Puffy AmiYumi wyjawiły daty występów w amerykańskiej trasie po Wschodnim Wybrzeżu:
- 8 lipca – Theatre of Living Arts Pensylwania
- 9 lipca – 9:30 Club Waszyngton
- 11 lipca – River to River Fes. Nowy Jork
- 12 lipca – Avalon Nightclub Axis, Boston, Massachusetts
- 15 lipca – Vic Theatre Park West, Chicago, Illinois
- 18 lipca – St. Andrew’s Club Michigan
- 19 lipca – H.O.B. Ohio

#### Summer Sonic Summer Festival w Japonii 2006
- 30 lipca – Fukuoka – HIGHER GROUND 2006 Uminonakamichi Seaside Park
- 4 sierpnia – Ibaraki – ROCK IN JAPAN FESTIVAL '06 Hitachi Seaside Park
- 12 sierpnia – Chiba – SUMMER SONIC 2006
- 13 sierpnia – Osaka – SUMMER SONIC 2006
- 17 sierpnia – Miyagi – ROCK ROCK KON-NICHIWA! in Sendai Zepp Sendai
- 18 sierpnia – Tokio – J-WAVE LIVE 2000+6 Yoyogi Gymnasium
- 2 września – Osaka – ROCK ROCK KON-NICHIWA! 10th ANNIVERSARY SPECIAL Izumiohtsu Phoenix
- 10 września – Okinawa – OkinawAmp'06 Tug+CHU!

Na festiwalu wykonywać swoje utwory będą także zespoły Fall Out Boy, El Presidente i The Cardigans.